# أمير بستاق (دولت أباد)
امیر بستاق (بالفارسية: امیربستاق) هي قرية تقع في إيران في قسم دولت أباد الريفي.  يقدر عدد سكانها بـ 144 نسمة بحسب إحصاء 2016.